# San Manuel (Huimanguillo)
San Manuel es una localidad del municipio de Huimanguillo, ubicado en la subregión de la Chontalpa del estado mexicano de Tabasco.

## Geografía
La localidad de San Manuel se sitúa en las coordenadas geográficas 17°39′10″N 93°23′05″O / 17.652778, -93.384722, a una elevación de 40 metros sobre el nivel del mar.

## Demografía
Según el Conteo de Población y Vivienda 2020, efectuado por el Instituto Nacional de Estadística y Geografía, la localidad de San Manuel tiene 1427 habitantes, de los cuales 693 son del sexo masculino y 734 del sexo femenino. Su tasa de fecundidad es de 2.49 hijos por mujer y tiene 419 viviendas particulares habitadas.
| Gráfica de evolución demográfica de San Manuel entre 1950 y 2020 |
|                                                                  |
| INEGI.                                                           |